# Cot (Darussalam)
Cot is een bestuurslaag in het regentschap Aceh Besar van de provincie Atjeh, Indonesië. Cot telt 635 inwoners (volkstelling 2010).